# Lepraria incana
Lepraria incana ist eine in Mitteleuropa häufige Krustenflechte aus der Familie der Stereocaulaceae, die auf Baumrinde wächst.

## Beschreibung
Das Lager von Lepraria incana ist durchgehend mehlig-körnig mit diffuser Begrenzung. Die Färbung ist weißgrau bis grüngrau mit häufig leichtem Blaustich. Die einzelnen locker zusammenhängenden Körnchen entsprechen Soredien mit einem Durchmesser von etwa 50 bis 125 µm. Apothecien werden nicht gebildet.
Das Fehlen von Fruchtkörpern beruht nicht, wie früher vermutet, auf einer unvollständig ausgebildeten Symbiose zwischen Algen- und Pilzpartner, sondern kann als sekundäre Anpassung höher entwickelter Formen interpretiert werden (worauf das Vorhandensein komplexerer chemischer Produkte bei Lepraria-Arten hindeutet).

## Verbreitung

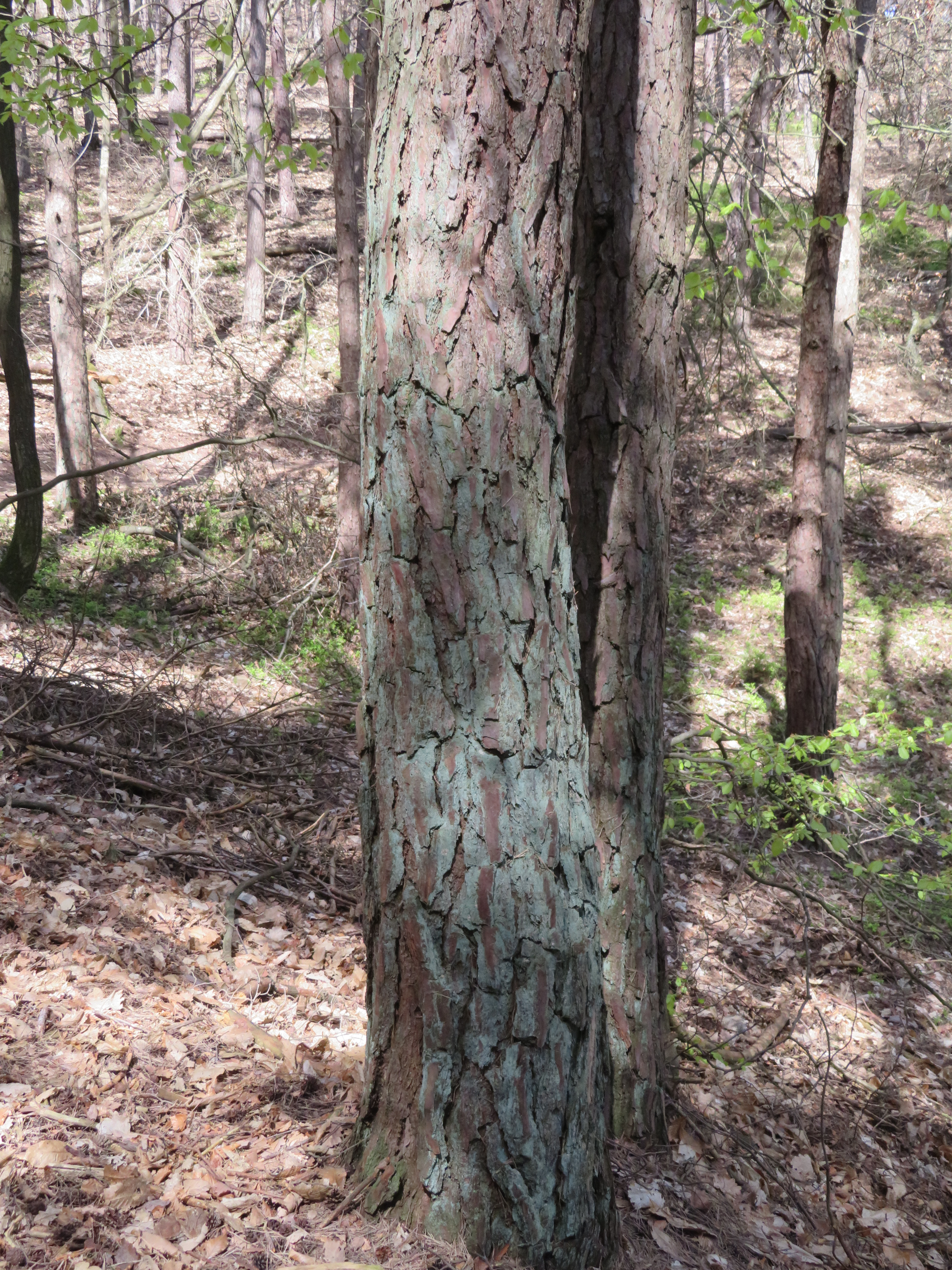
Lepraria incana auf Borke einer Waldkiefer

Lepraria incana ist in Mitteleuropa sehr häufig, gegen Luftverunreinigungen kaum empfindlich und besonders auf saurer Baumrinde (Nadelbäume) in regengeschützten Borkenrissen nahe der Stammbasis zu finden, gelegentlich auch auf Silikatgestein. Ihr Areal reicht von der borealen Zone bis in das Submediterrangebiet.